# Комора (видавництво)
Видавничий дім «Комора» — українське видавництво, засноване 2013 року в Києві. Його спеціалізація ─ українська та світова художня література і «нон-фікшн», сучасна й класична, література «високої полиці».
Свою головну місію видавництво вбачає в тому, щоб відкривати українській публіці безумовно вартісні, в тому числі й не «розкручені» ще в нас належно імена, явища й тренди — і тим сприяти зростанню національних читацьких стандартів до рівня так званих «очитаних країн» (англ. most literate countries). Над формуванням видавничого портфеля ретельно працює Наглядова Рада «Комори», залучаючи для консультацій провідних літературознавців, літагентів та перекладачів не тільки України, а й Польщі, Чехії, Німеччини, Канади, США та інших країн. Головою Наглядової Ради є Оксана Забужко — письменниця, перекладена в 20 країнах, і один з топ-авторів «Комори».

## Історія
Видавничий дім «Комора» існує з 2013 року. Співзасновником видавництва є українсько-британське СП «Комора», що понад 20 років очолює вітчизняний ринок музичного обладнання і є знаним спонсором багатьох знакових культурних проектів (фестивалів «Червона Рута» і «Рок-Екзистенція», гурту «Сестри Тельнюк», Міжнародного конкурсу кларнетистів і саксофоністів «СЕЛЬМЕР-Париж в Україні», тощо).

## «Комора» й Оксана Забужко

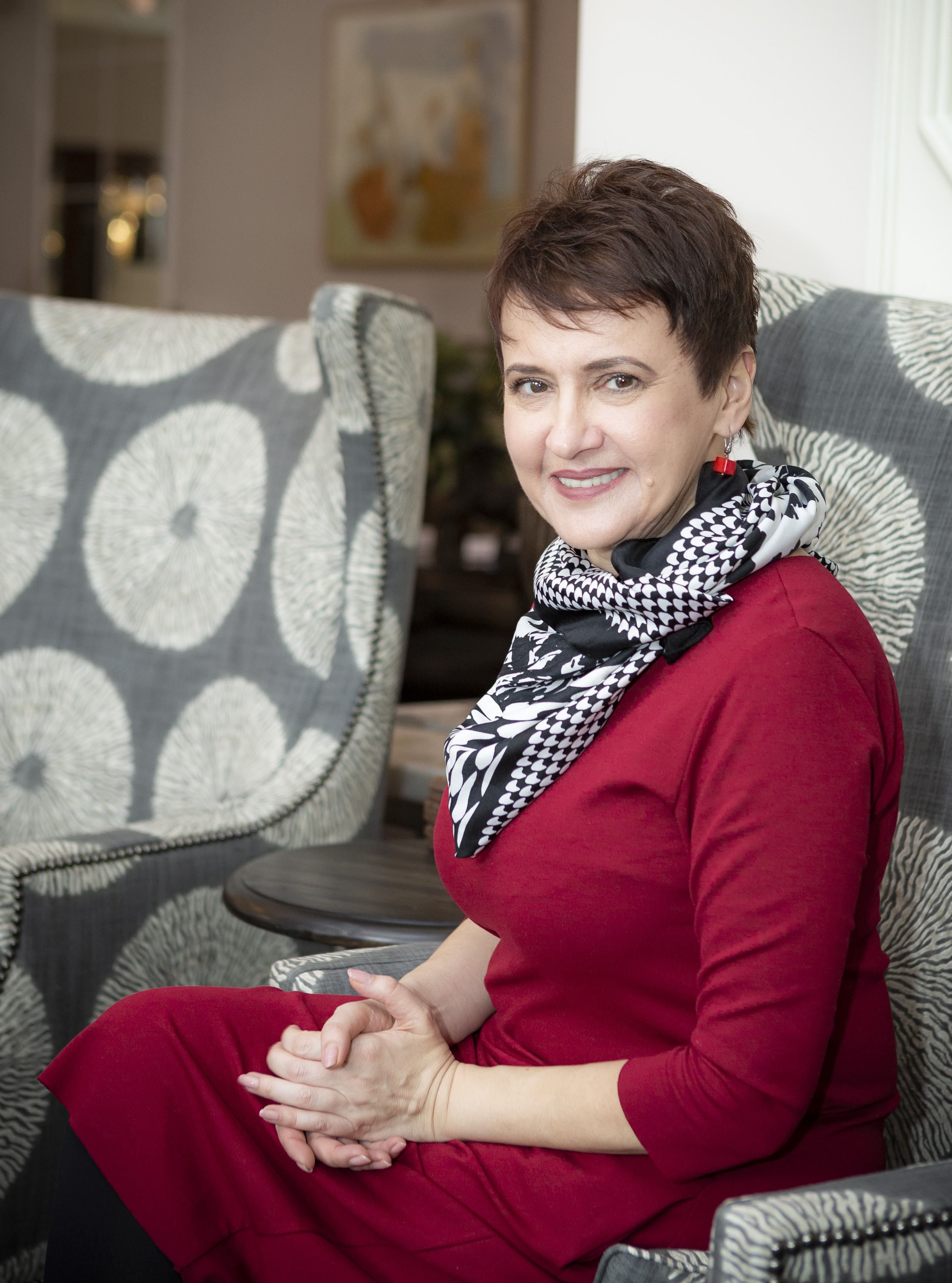
Оксана Забужко

Оксана Забужко — провідна українська письменниця, поетеса, есеїстка, публічна інтелектуалка, топ-авторка видавництва «Комора». «Комора» є власником ексклюзивних прав на видання творів Оксани Забужко в Україні. Письменниця є головою Наглядової ради видавництва і бере безпосередню участь у виборі книг для видання.

## «Комора» і повне зібрання творів Лесі Українки
У 2021 році Україна відзначала 150 років з дня народження Лесі Українки. До цієї пам'ятної дати Міністерство культури, молоді та спорту ухвалило рішення про видання повного зібрання творів Лесі Українки. Тендер на реалізацію цього проєкту виграв Волинський національний університет імені Лесі Українки. Фахівці видавництва «Комора» взяли участь у підготовці цього проєкту до друку. Оксана Забужко стала членкинею редакційної колегії видання. Це перше за історію незалежності України повне нецензуроване видання творів Лесі Українки.

## Клуб бібліофагів в Урбані

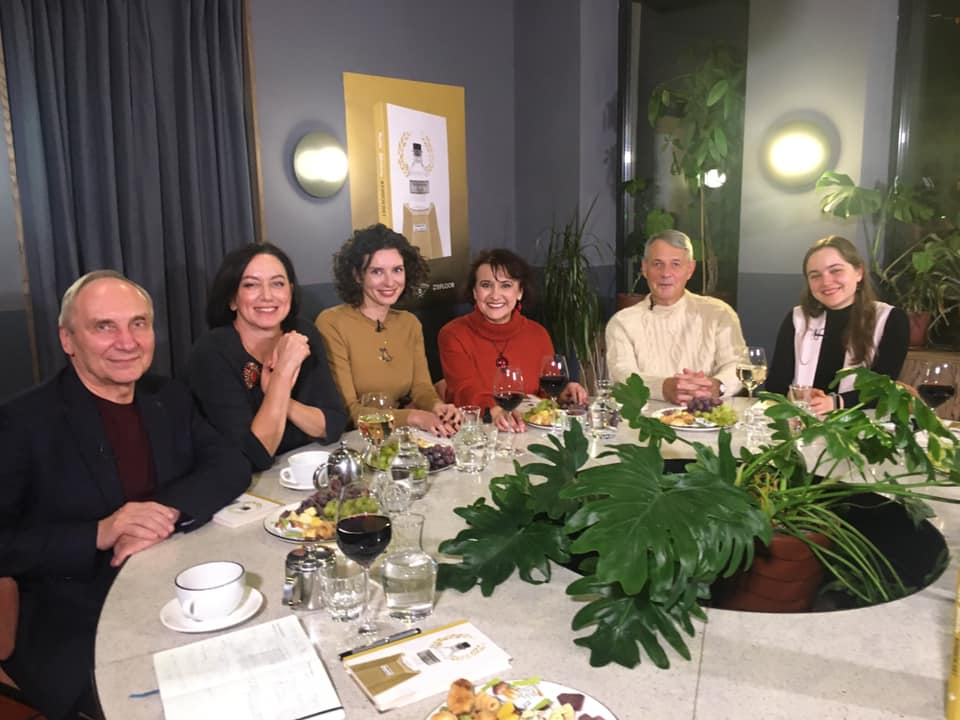
Жовтневе засідання Клубу бібліофагів в Урбані

На початку 2021 року видавничий дім «Комора» спільно з громадським рестораном Urban Space 500 запустили новий культурний проєкт — Клуб бібліофагів в Урбані. Це читацький клуб, в межах якого письменниця Оксана Забужко щомісяця збирає приятелів-«бібліофагів» різного віку, щоб поговорити про наперед обрану «книжку місяця». Кожне книжкове обговорення транслюється наживо платформою 211 Floor, і глядачі можуть долучатися до дискусії, коментуючи пряму трансляцію.
Серед учасників Клубу бібліофагів:
Оксана Забужко — українська письменниця, інтелектуалка, засновниця Клубу.
Марина Саєнко — співзасновниця Urban Space 500, модераторка Клубу.
Мирослава Барчук — журналістка, ведуча програм на Суспільному.
Олена Гусейнова — письменниця, радіоведуча культурних програм.
Люда Дмитрук — книжкова блогерка, інфлюенсерка, авторка ютуб-каналу «Вишневий цвіт». [Архівовано 7 Грудня 2021 у Wayback Machine.]
Володимир Єрмоленко — український філософ та письменник.
Ігор Козловський — український релігієзнавець, письменник.
Сергій Сингаївський — український письменник та перекладач.
Ірина Плехова — культурна діячка, директорка кінотеатру українського кіно «Ліра».
Зустрічі Клубу відбуваються в кожен останній четвер місяця в Urban Space 500 та транслюються наживо на платформі 211 Floor.

## Видавнича діяльність
Від початку свого існування «Комора» видала понад 80 книжок українських та іноземних авторів. Серед авторів видавництва переважно відомі в Україні та світі імена сучасних авторів та класиків.

### Здобутки та відзнаки
Книжки видавництва «Комора» неоднооразово були відзначені українськими та міжнародними преміями:
2013 — Оксана Забужко «Музей покинутих секретів» — Літературна нагорода Центральної Європи «Анґелус»
2019 — Оксана Забужко «І знов я влізаю в танк…» — Шевченківська премія
2020 — Оксана Забужко «Планета Полин» — Книга року BBC. Есеїстика
2021 — Катерина Бабкіна «Мій дід танцював краще за всіх» — Літературна нагорода Центральної Європи «Анґелус»

### Автори

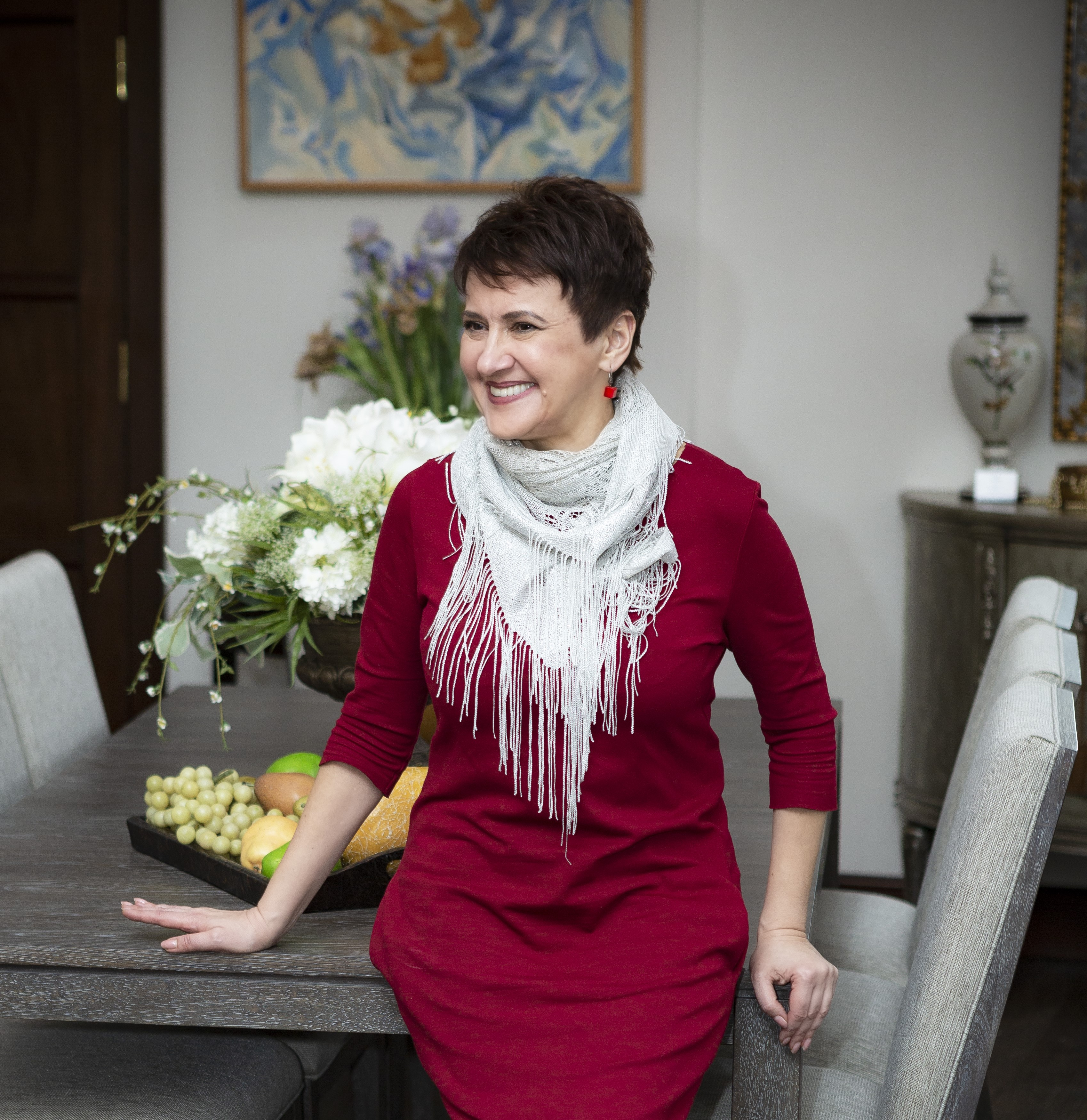
Оксана Забужко

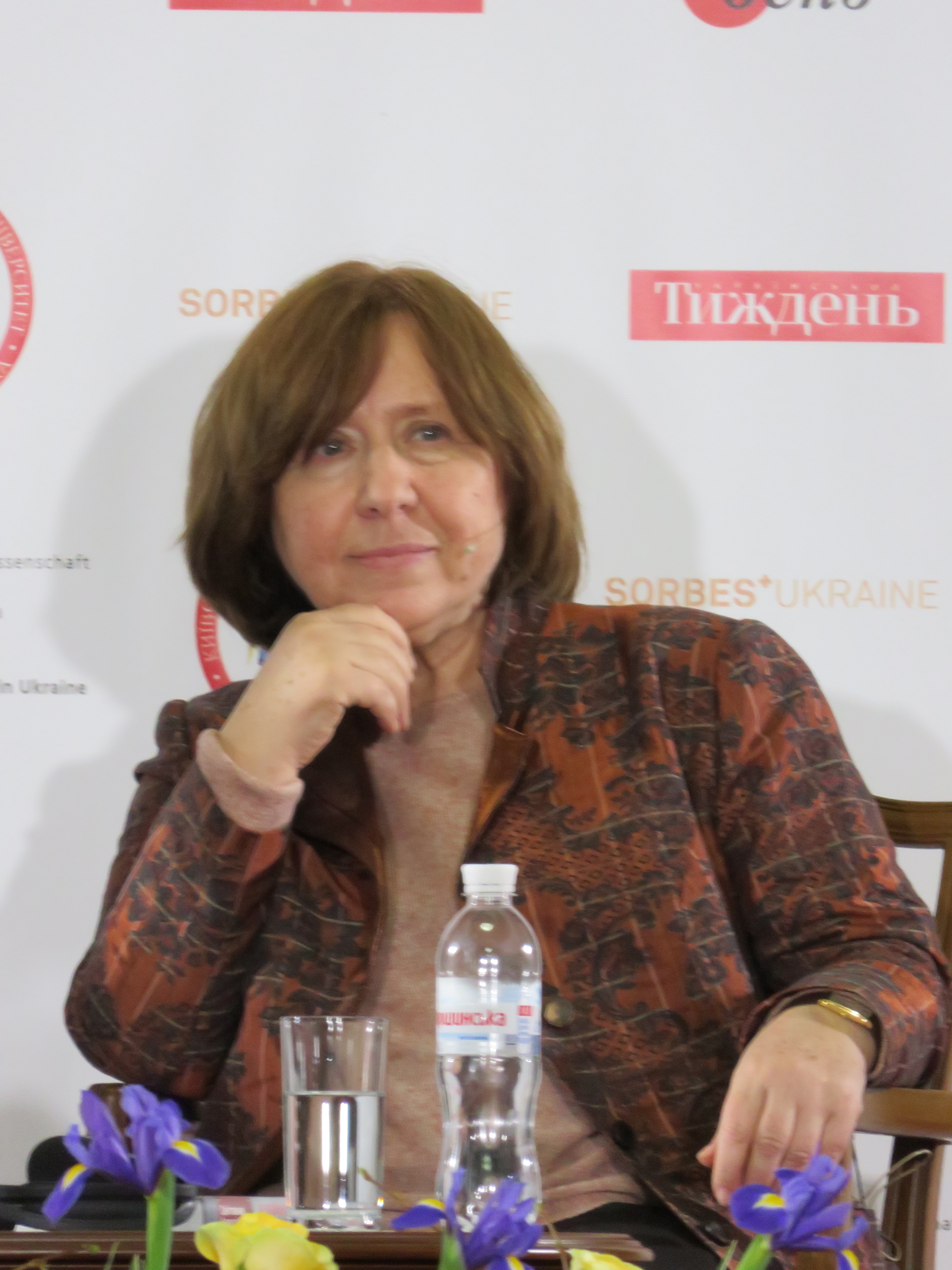
Світлана Алексієвич

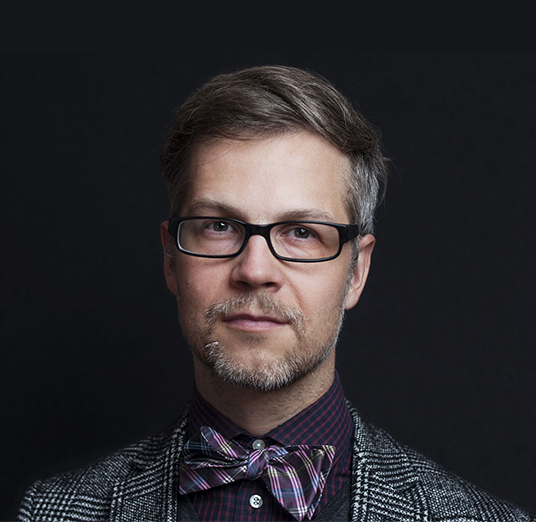
Яцек Денель

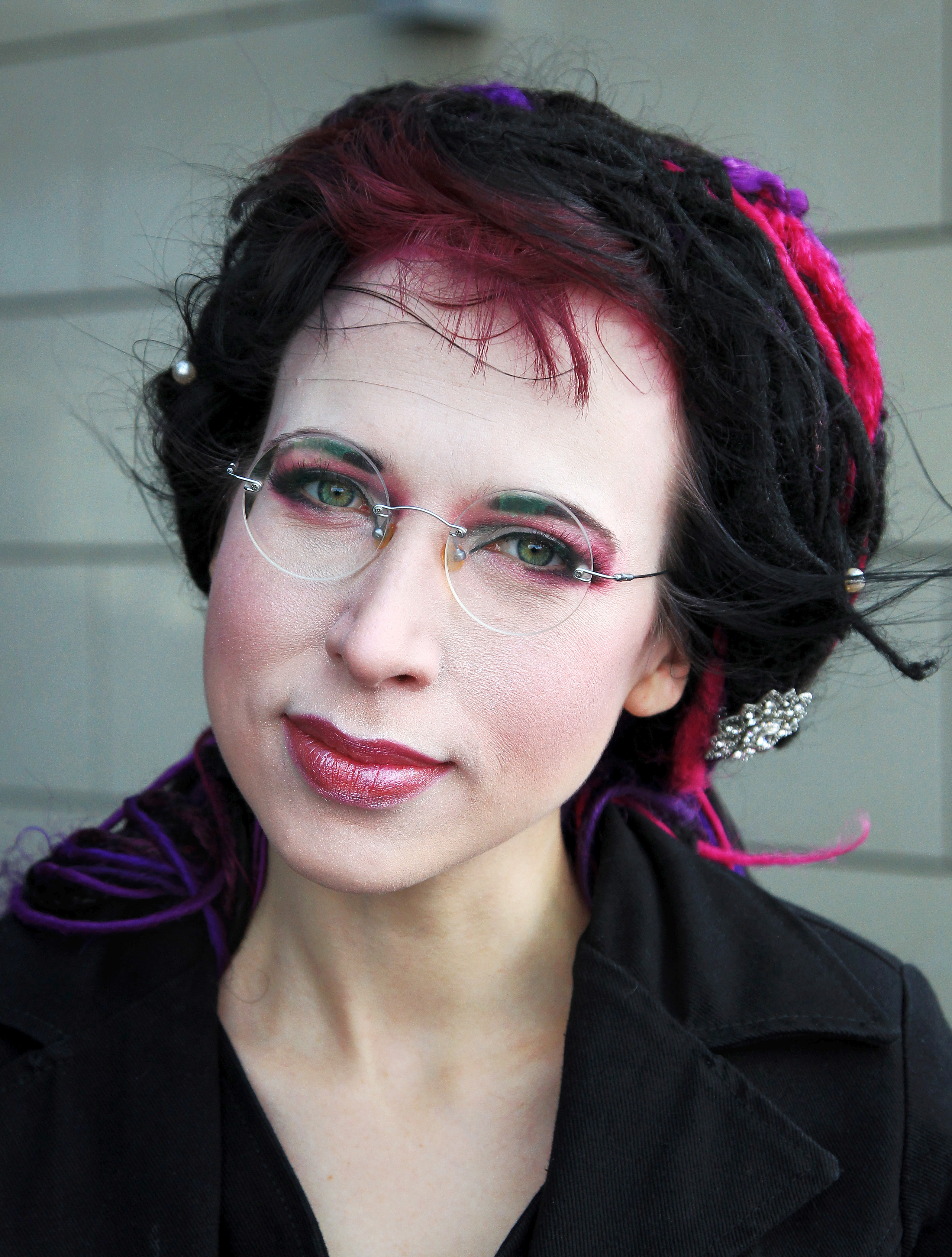
Софі Оксанен

- Леся Українка
- В. Домонтович
- Марко Вовчок
- Леонід Плющ
- Юрій Шевельов
- Оксана Забужко (Україна)
- Славенка Дракуліч
- Володимир Діброва
- Михайло Мишкало
- Катержина Тучкова
- Ірена Доускова
- Яцек Денель
- Срджан Срдич
- Мелінда Надь Абоньї
- Карола Ганссон
- Світлана Алексієвич
- Юркі Вайнонен
- Звонко Каранович
- Михайло Якубович
- Вацлав Гавел
- Їржі Гаїчек
- Іван Козленко
- Олесь Ільченко
- Аскольд Мельничук
- Горан Петрович
- Іво Брешан
- Джеймс Мейс
- Олег Коцарев
- Славенка Дракуліч
- Тамара Марценюк
- Неля Шейко-Медведєва
- Мартина Бунда
- Мілєнко Єрґович
- Катерина Бабкіна
- Юлія Смаль
- Зденєк Їротка
- Богуміл Грабал
- Вацлав Гавел
- Антон Санченко
- Владімір Камінер
- Майґуль Аксельссон
- Карел Чапек
- Софі Оксанен
- Петер Штамм
- Ярослав Файзулін
- Роман Маленков

### Перекладачі
- Ірина Забіяка
- Андрій Бондар
- Алла Татаренко
- Юрій Зуб
- Олена Ващенко
- Яна Сотник
- Роксоляна Свято
- Ірина Маркова
- Ольга Перебийніс
- Євген Перебийніс
- Дана Пінчевська
- Софія Волковецька
- Олександра Ковальчук
- Радко Мокрик
- Тетяна Окопна

### Дизайнери-ілюстратори
- Ростислав Лужецький
- Марія Кінович
- Марина Дяченко
- Валерія Печеник
- Женя Олійник
- Сергій Майдуков
- Богдана Давидюк